# David Schüller
David Schüller, David Schiller, Dawid Szyler (zm. 19 lutego 1732 w Gdańsku) – gdański bankier i kupiec, dyplomata saski i polski.
Zajmował się doradztwem podatkowym w Lipsku. Pełnił funkcję agenta Saksonii (1699–1708) oraz Polski (1699-1710) w Gdańsku. Prowadził też usługi bankierskie dla rodu Radziwiłłów, m.in. dla Anny Katarzyny Radziwiłłowej i jej syna Michała Kazimierza Radziwiłła „Rybeńki”. 
Był właścicielem VII Dworu „Cecilienhof” w Gdańsku (1716-1742); obecnie nie istnieje, został rozebrany w 1945.